# Олів'є Левассер
Олів'є Левассер (фр. Olivier Levasseur; 1688, 1689 або 1690, Франція — 7 липня 1730, Сен-Поль) — французький пірат, відомий також під прізвиськами Ла Бюз (фр. La Buse, що означає «Канюк») і Ла Буш (фр. La Bouche).

## Біографія
Здійснював рейди в Атлантичному океані, поки влада Великої Британії і Франції не вирішили покласти край піратству в Карибському морі. Перемістився в Індійський океан, де почав промишляти спільно з капітаном Едвардом Інглендом, а потім Джоном Тейлором, який командував фрегатом «Ла Дефанс». 4 квітня 1721 вони вирушили в плавання до Мадагаскару, зустрівши по шляху португальське судно «Nossa Senhora do Cabo». Вітрильник стояв у гавані Сан-Дені острова Реюньйон на ремонті після сильного шторму. Без особливих зусиль піратам вдалося заволодіти скарбами.

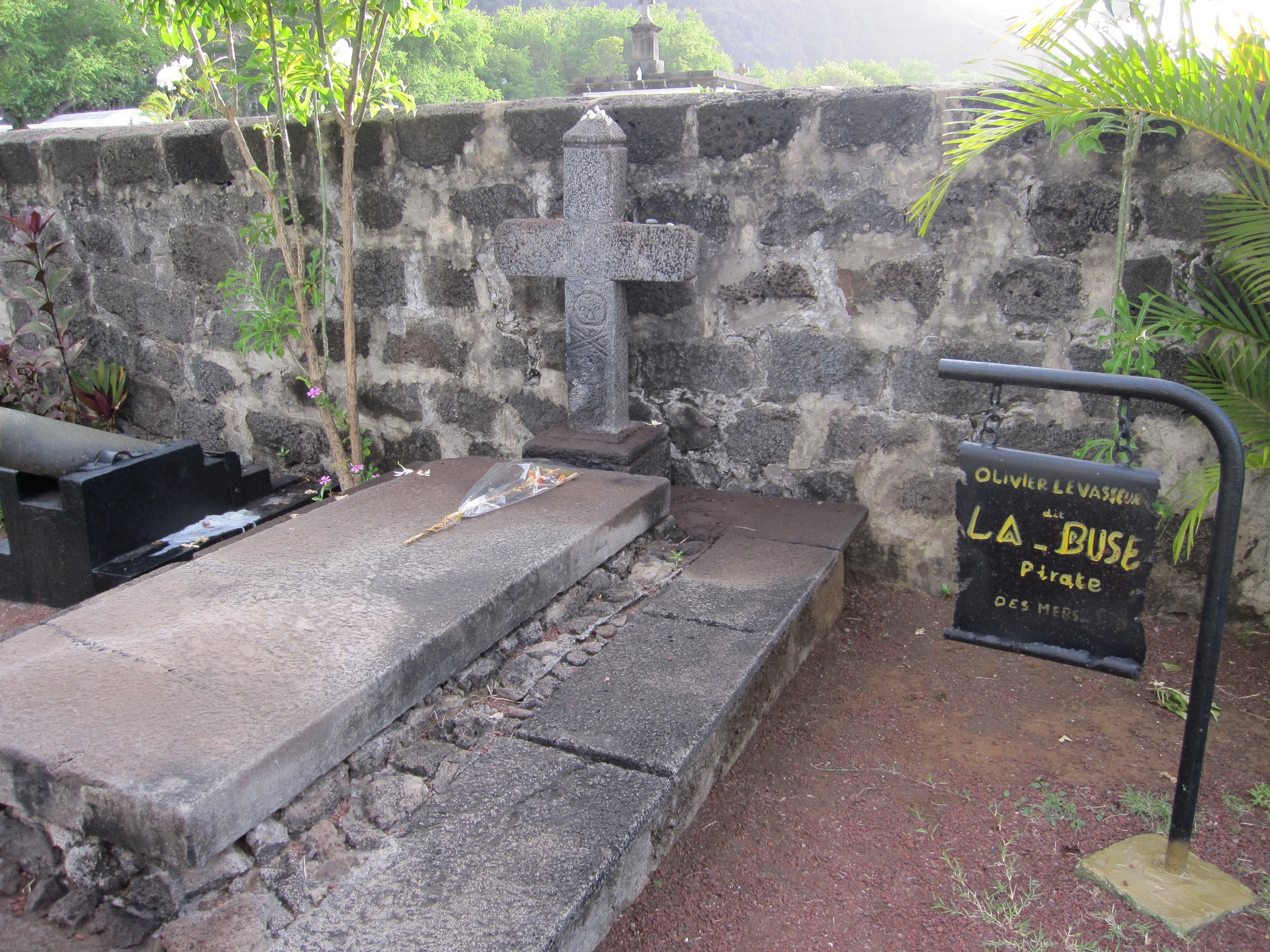
Надгробок, який традиційно приписують Ла Бюзу (Олів'є Левассеру) у Сен-Полі, Реюньйон

У 1724 році Левассер послав переговорника до губернатора острова Бурбон (сучасний Реюньйон), щоб обговорити амністію, яка була запропонована всім піратам в Індійському океані, які відмовилися від своєї діяльності. Однак французький уряд хотів повернути значну частину вкраденого, тому Левассер вирішив уникнути амністії і таємно оселився на Сейшельському архіпелазі. За деякими версіями в період з 1725 по 1729 рік з командою з 250 головорізів мешкав на Сейшельських островах.
Зрештою його схопили біля Форт-Дофіна на Мадагаскарі і доставили в Сен-Дені на Реюньйоні, де Левассер був звинувачений у піратстві і повішений о 17:00 7 липня 1730 року.